# Opačyči
Opačyči (ukrajinsky Опачичі) byla obec na severní Ukrajině v Kyjevské oblasti v Vyšhorodském rajóně, nedaleko řeky Pripjať a 11 km od soutoku s Dněprem v těsné blízkosti s obcí Pljutovyšče. Do roku 1986 náležela Černobylskému rajónu a do roku 2020 náležela Ivankivskému rajónu. Obec byla opuštěna po Černobylské havárii v roce 1986. Leží nedaleko Černobylu (8 km), 24 km od Černobylské jaderné elektrárny, 27 km od Pripjati.